# Governo Scelba
Il Governo Scelba è stato il decimo esecutivo della Repubblica Italiana, il quarto della II legislatura.
Esso, nato in seguito alle dimissioni del governo precedente, rimase in carica dal 10 febbraio 1954 al 6 luglio 1955 (sebbene già dimissionario dal precedente 22 giugno), per un totale di 511 giorni, ovvero 1 anno, 4 mesi e 26 giorni.

## Compagine di governo

### Appartenenza politica
L'appartenenza politica dei membri del Consiglio dei ministri si può così riassumere:
| Partito | Partito                                 | Presidente | Ministri | Commissari | Sottosegretari | Totale |
| ------- | --------------------------------------- | ---------- | -------- | ---------- | -------------- | ------ |
|         | Democrazia Cristiana                    | 1          | 13       | 4          | 30             | 48     |
|         | Partito Socialista Democratico Italiano | -          | 4        | -          | 4              | 8      |
|         | Partito Liberale Italiano               | -          | 3        | -          | 2              | 5      |
| Totale  | Totale                                  | 1          | 20       | 4          | 36             | 61     |

### Provenienza geografica
La provenienza geografica dei membri del Consiglio dei ministri al momento dell’insediamento si può così riassumere:
| Regione               | Presidente | Ministri | Commissari | Sottosegretari | Totale |
| --------------------- | ---------- | -------- | ---------- | -------------- | ------ |
| Sicilia               | 1          | 2        | -          | 2              | 5      |
| Piemonte              | -          | 1        | -          | 4              | 6      |
| Lombardia             | -          | 4        | -          | 7              | 11     |
| Lazio                 | -          | 3        | -          | 4              | 7      |
| Veneto                | -          | 3        | -          | 2              | 5      |
| Campania              | -          | 1        | -          | 4              | 5      |
| Emilia-Romagna        | -          | 1        | 1          | 2              | 4      |
| Puglia                | -          | 1        | 1          | 2              | 4      |
| Calabria              | -          | 1        | -          | 2              | 3      |
| Liguria               | -          | 1        | -          | 2              | 3      |
| Trentino-Alto Adige   | -          | -        | 1          | 2              | 3      |
| Sardegna              | -          | -        | -          | 2              | 2      |
| Marche                | -          | 1        | -          | -              | 1      |
| Friuli-Venezia Giulia | -          | -        | 1          | -              | 1      |
| Abruzzo               | -          | -        | -          | 1              | 1      |
| Basilicata            | -          | -        | -          | 1              | 1      |
| Toscana               | -          | -        | -          | 1              | 1      |

### Situazione parlamentare
Al momento del voto di fiducia parlamentare (26 febbraio al Senato, 10 marzo alla Camera dei Deputati):
| Camera                  | Collocazione     | Partiti                                        | Seggi     |
| ----------------------- | ---------------- | ---------------------------------------------- | --------- |
| Camera dei Deputati     | Governo          | Centrismo (295): DC (262), PSDI (19), PLI (14) | 295 / 590 |
| Camera dei Deputati     | Appoggio esterno | PRI (5), Misto (3)                             | 8 / 590   |
| Camera dei Deputati     | Astensione       | Misto (1)                                      | 1 / 590   |
| Camera dei Deputati     | Opposizione      | PCI (143), PSI (75), PNM (39), MSI (29)        | 286 / 590 |
| Senato della Repubblica | Governo          | Centrismo (119): DC (111), Misto (8)           | 119 / 243 |
| Senato della Repubblica | Appoggio esterno | Misto (8)                                      | 8 / 243   |
| Senato della Repubblica | Astensione       | Misto (2)                                      | 2 / 243   |
| Senato della Repubblica | Opposizione      | PCI (50), PSI (28), PNM (15), SI (9), MSI (9)  | 111 / 243 |
| Senato della Repubblica | Assenti          | Misto (3)                                      | 3 / 243   |

## Composizione
| Carica                                    | Titolare                              | Titolare                                          | Titolare                                          | Sottosegretari |
| Presidenza del Consiglio dei ministri     | Presidenza del Consiglio dei ministri | Presidenza del Consiglio dei ministri             | Presidenza del Consiglio dei ministri             | Sottosegretario di Stato alla Presidenza del Consiglio |
| ----------------------------------------- | ------------------------------------- | ------------------------------------------------- | ------------------------------------------------- | --- |
| Presidente del Consiglio dei ministri     |                                       |                                                   | Mario Scelba (DC)                                 | - Oscar Luigi Scalfaro (DC) Sottosegretario del Consiglio dei ministri - Raimondo Manzini (DC) Sottosegretario con delega per la Stampa e l'Informazione - Roberto Lucifredi (DC) Sottosegretario con delega per la Riforma della Pubblica Amministrazione - Giuseppe Ermini (DC) Sottosegretario con delega per i Servizi dello Spettacolo |
| Vicepresidente del Consiglio dei ministri |                                       |                                                   | Giuseppe Saragat (PSDI)                           | - Oscar Luigi Scalfaro (DC) Sottosegretario del Consiglio dei ministri - Raimondo Manzini (DC) Sottosegretario con delega per la Stampa e l'Informazione - Roberto Lucifredi (DC) Sottosegretario con delega per la Riforma della Pubblica Amministrazione - Giuseppe Ermini (DC) Sottosegretario con delega per i Servizi dello Spettacolo |
| Ministri senza portafoglio                |                                       |                                                   |                                                   | |
| Riforma della Pubblica Amministrazione    |                                       |                                                   | Umberto Tupini (DC)                               | Umberto Tupini (DC) |
| Cassa del Mezzogiorno                     |                                       |                                                   | Pietro Campilli (DC)                              | Pietro Campilli (DC) |
| Rapporti con il Parlamento                |                                       |                                                   | Raffaele De Caro (PLI)                            | Raffaele De Caro (PLI) |
| Spettacolo, Sport e Turismo               |                                       |                                                   | Giovanni Ponti (DC)                               | Giovanni Ponti (DC) |
| Ministero                                 | Ministri                              | Ministri                                          | Ministri                                          | Sottosegretari di Stato |
| Affari esteri                             |                                       |                                                   | Attilio Piccioni (DC) (fino al 19 settembre 1954) | - Lodovico Benvenuti (DC) - Francesco Maria Dominedò (DC) - Vittorio Badini Confalonieri (PLI) |
| Affari esteri                             |                                       | Gaetano Martino (PLI) (dal 19 settembre 1954)     |                                                   | - Lodovico Benvenuti (DC) - Francesco Maria Dominedò (DC) - Vittorio Badini Confalonieri (PLI) |
| Interno                                   |                                       |                                                   | Mario Scelba (DC)                                 | - Guido Bisori (DC) - Carlo Russo (DC) |
| Bilancio                                  |                                       |                                                   | Ezio Vanoni (DC)                                  | - Mario Ferrari Aggradi (DC) |
| Finanze                                   |                                       |                                                   | Roberto Tremelloni (PSDI)                         | - Edgardo Castelli (DC) - Guido Cortese (PLI) |
| Tesoro                                    |                                       |                                                   | Silvio Gava (DC)                                  | - Luigi Preti (PSDI) Sottosegretario con delega alle Pensioni di Guerra - Antonio Maxia (DC) - Giustino Valmarana (DC) - Angelo Giacomo Mott (DC) - Giuseppe Arcaini (DC) - Domenico Chiaramello (PSDI) |
| Grazia e Giustizia                        |                                       |                                                   | Michele De Pietro (DC)                            | - Ercole Rocchetti (DC) |
| Difesa                                    |                                       |                                                   | Paolo Emilio Taviani (DC)                         | - Giacinto Bosco (DC) - Fiorentino Sullo (DC) - Virginio Bertinelli (PSDI) |
| Industria e Commercio                     |                                       |                                                   | Bruno Villabruna (PLI)                            | - Emilio Battista (DC) - Gioacchino Quarello (DC) - Gaspare Pignatelli (DC) |
| Commercio con l'Estero                    |                                       |                                                   | Mario Martinelli (DC)                             | - Paolo Treves (PSDI) |
| Agricoltura e Foreste                     |                                       |                                                   | Giuseppe Medici (DC)                              | - Antonio Capua (PLI) - Mario Vetrone (DC) |
| Lavori Pubblici                           |                                       |                                                   | Giuseppe Romita (PSDI)                            | - Emilio Colombo (DC) |
| Lavoro e Previdenza Sociale               |                                       |                                                   | Ezio Vigorelli (PSDI)                             | - Vittorio Pugliese (DC) - Umberto Delle Fave (DC) - Armando Sabatini (DC) |
| Trasporti                                 |                                       |                                                   | Bernardo Mattarella (DC)                          | - Salvatore Mannironi (DC) - Egidio Ariosto (PSDI) |
| Marina Mercantile                         |                                       |                                                   | Fernando Tambroni (DC)                            | - Corrado Terranova (DC) |
| Poste e Telecomunicazioni                 |                                       |                                                   | Gennaro Cassiani (DC)                             | - Gaetano Vigo (DC) |
| Pubblica Istruzione                       |                                       |                                                   | Gaetano Martino (PLI) (fino al 19 settembre 1954) | - Giovanni Battista Scaglia (DC) - Maria De Unterrichter Jervolino (DC) |
| Pubblica Istruzione                       |                                       | Giuseppe Ermini (DC) (dal 19 settembre 1954)      |                                                   | - Giovanni Battista Scaglia (DC) - Maria De Unterrichter Jervolino (DC) |
| Alti Commissariati                        |                                       |                                                   |                                                   | |
| Alimentazione                             |                                       |                                                   | Giuseppe Medici (DC)                              | Giuseppe Medici (DC) |
| Igiene e Sanità Pubblica                  |                                       |                                                   | Tiziano Tessitori (DC)                            | Tiziano Tessitori (DC) |
| Igiene e Sanità Pubblica                  |                                       | Beniamino De Maria (DC) Alto Commissario Aggiunto |                                                   | |
| Turismo                                   |                                       |                                                   | Pietro Romani (DC)                                | Pietro Romani (DC) |

## Cronologia
Salvo diversa indicazione la cronologia è prelevata dalla relativa pagina del sito dellarepubblica.it indicata nella bibliografia

### 1954
- 10 febbraio: Scelba forma un governo di coalizione DC, PSDI, PLI con l'appoggio esterno del PRI. Giuseppe Saragat è vice-presidente.
- 17 febbraio: a Mussomeli la polizia aggredisce con l’uso di bombe lacrimogene una manifestazione contro l’alto prezzo e la scarsezza dell’acqua. Restano uccise tre donne e un ragazzo, nove feriti di cui due in gravi condizioni. La CGIL proclama uno sciopero generale di 24 ore in Sicilia e per il giorno dei funerali una giornata di protesta e lutto nazionale.
Dalle colonne de l'Unità il PCI accusa Scelba e Saragat di aver addomesticato la versione ufficiale degli avvenimenti.
- 18 febbraio: il governo si presenta ai due rami del Parlamento. Il 26 febbraio ottiene la fiducia del Senato con 123 voti favorevoli e 110 contrari; il 10 marzo quella della Camera con 300 voti favorevoli e 283 contrari.
- 3/9 aprile: consiglio nazionale del PLI: Giovanni Malagodi è eletto segretario con 81 voti favorevoli contro i 71 andati a Francesco Cocco Ortu. L'esponente della destra del partito assicura piena lealtà al governo. Una mozione approvata all'unanimità vincola la nuova segreteria a stringere alleanze unicamente coi partiti che compongono l'esecutivo in carica.
Il ministro delle finanze Roberto Tremelloni, parlando alla Camera sui bilanci, sostiene la necessità di una più equa ripartizione del carico tributario, adeguando il prelievo fiscale al reddito effettivo e colpendo con durezza l'evasione.[6]
- 15 aprile: lo scrittore Giovanni Guareschi è condannato a un anno di carcere per aver pubblicato due lettere false attribuite a De Gasperi. Secondo le lettere il leader della DC avrebbe chiesto agli alleati i bombardamenti su Roma. Scontri davanti al tribunale di Milano tra democristiani e missini.
- 15/22 aprile: forti polemiche sul governo, la cui azione è minata dai franchi tiratori democristiani e da polemiche interne alla DC in vista del congresso nazionale già fissato per fine giugno a Napoli. I fautori dell'apertura a destra verso il Partito Nazionale Monarchico, tra i quali figurano Giulio Andreotti, Giuseppe Pella e Giuseppe Togni, ventilano l'idea di fondare un nuovo partito, che dovrebbe chiamarsi "Movimento di unione nazionale", in reazione al potere interno assunto dalla corrente di Iniziativa democratica, che sostiene invece l'apertura a sinistra verso il PSI.[7]
Il 16 aprile De Gasperi e il Vaticano reagiscono contro qualsiasi ipotesi di scissione: "le ragioni dell'unità politica dei cattolici" scrive l'Osservatore Romano, "di fronte al comune pericolo che minaccia le libertà religiose e civili del popolo italiano" [...] "sono le stesse del 1945".[8]
18 aprile: in un editoriale su La Stampa Vittorio Gorresio accusa la destra DC di voler estendere l'alleanza non solo coi monarchici ma anche con il MSI. Bufera sul prof. Luigi Gedda, presidente generale dell'Azione cattolica e sostenitore dell'apertura a destra: diversi dirigenti dell'organizzazione, col beneplacito dei cardinali Alfredo Ottaviani e Giuseppe Pizzardo, rassegnano le dimissioni rifiutando qualsiasi possibilità di collaborare con partiti non democratici.
22 aprile: il presidente della Camera, Giovanni Gronchi, annuncia che al congresso sosterrà l'apertura a sinistra e la necessità di un'alleanza della DC coi socialisti che fanno riferimento a Pietro Nenni.
Amintore Fanfani, capo della corrente Iniziativa democratica, si schiera per l'apertura a sinistra: assieme a Gronchi rigetta le accuse di filocomunismo e ribadisce che la DC deve rinnovarsi a livello di idee e di uomini per agire verso le categorie trascurate.
- 8 maggio: Il presidente del consiglio vieta ai giornalisti de l'Unità e dell'Avanti di entrare nelle sedi della presidenza del Consiglio. Una misura repressiva in conseguenza della pubblicazione sull’Unità del telegramma che Scelba ha inviato al presidente francese dopo la sconfitta di Dien Bien Phu che segna la fine della guerra di Indocina.
- 11 maggio: De Gasperi è eletto presidente della Comunità europea del carbone e dell’acciaio.
- 21 maggio: il segretario liberale Malagodi polemizza con la DC per il confronto interno sulle aperture e difende la formula centrista del governo.
Il ministro delle finanze Tremelloni insedia una commissione ministeriale per l'elaborazione di un codice delle imposte dirette.
Il ministro del lavoro, Ezio Vigorelli, dichiara al senato che in Italia ci sono circa due milioni di disoccupati.[9]
- 24 maggio: il presidente del consiglio parla a Palermo e chiede la restituzione all'Italia dell'intero Territorio Libero di Trieste.
- 24/26 maggio: consiglio nazionale della DC: discussioni sul sistema elettorale che al congresso dovrà eleggere il nuovo consesso.
- 1º giugno: dopo mesi di polemiche col segretario Alfredo Covelli Achille Lauro esce dal Partito Nazionale Monarchico e fonda il Partito Monarchico Popolare. Motivo del disaccordo è ufficialmente la collaborazione con la coalizione di governo centrista. L'azione è in realtà concordata anche con la DC, che concede a Lauro mano libera a Napoli a condizione che l'armatore rinunci a svolgere un ruolo di opposizione nazionale.[10]
Alla Camera è approvata a larghissima maggioranza, 427 voti su 502 votanti, la proposta di legge per l'abrogazione dei punti dal I al IV della legge n. 148/1953 che ha introdotto il meccanismo elettorale maggioritario. È quindi abrogata la cosiddetta "legge truffa".
- 26/29 giugno: congresso della DC: l'assise segna l'inizio della svolta all'interno del partito. La generazione degli esponenti politici in gran parte aderenti al Partito Popolare di Sturzo, viene gradualmente sostituita dalla nuova generazione che fa capo ad "Iniziativa Democratica", la nuova corrente maggioritaria del Partito guidata da Fanfani. Quest'ultimo sostituisce Guido Gonella alla segreteria nazionale nel successivo consiglio nazionale
- 14 luglio: con l'approvazione del Senato è definitivamente abrogata la cosiddetta legge truffa.
- 21 luglio: scioperi e manifestazioni alla San Giorgio di Genova, dei mezzadri in Emilia, Toscana, Umbria e Lazio e nei cantieri Piaggio di Palermo, Ancona e Genova.
- 25 luglio: Giulio Seniga, collaboratore di Pietro Secchia, vicesegretario del partito e responsabile dell’amministrazione, si rende irreperibile portando via documenti riservati e denaro accantonato clandestinamente dal PCI. Il suo obiettivo è quello di costringere Secchia a opporsi apertamente a Togliatti e a far nascere nel partito un dibattito sulla strategia da seguire, con l'intento di sostituire al parlamentarismo del segretario una via schiettamente rivoluzionaria, tale da condurre le masse popolari a ribellarsi al centrismo democristiano ormai in crisi e a conquistare il potere.[11]
- 19 agosto: De Gasperi muore nella sua casa di Sella di Valsugana.
- 17 settembre: Attilio Piccioni si dimette da ministro degli Affari Esteri dopo il ritiro del passaporto al figlio Piero, coinvolto nello scandalo Montesi. Lo sostituisce Gaetano Martino, già ministro della Pubblica istruzione.
- 25 settembre: nei due rami del Parlamento si discute sui cambiamenti intervenuti nel governo. Prima la Camera (294 voti a favore e 264 contrari), poi il Senato (211 favorevoli e 114 contrari) confermano la fiducia all'esecutivo e alla ulteriore sostituzione di Piccioni con Giuseppe Ermini.
- 5 ottobre: a Londra Stati Uniti, Gran Bretagna, Jugoslavia e Italia firmano un “Memorandum d’intesa concernente il Territorio Libero di Trieste. L’amministrazione dalle Zona A è assegnata all’Italia, quella della Zona B alla Jugoslavia.
- 29 ottobre: Giuseppe Pella è eletto presidente della Comunità europea del carbone e dell'acciaio (CECA) in sostituzione di De Gasperi.
- 3 dicembre: il governo pone per due volte la fiducia nel corso della discussione del disegno di legge di Delega al governo per l’emanazione delle norme relative al nuovo statuto degli impiegati civili e altri dipendenti dello Stato. La prima fiducia è posta sull'emendamento proposto da Santi (PSI) e da Di Vittorio (PCI), respinto con 208 voti a favore e 278 contrari. La seconda sugli emendamenti presentati dallo stesso governo al provvedimento. La fiducia passa con 263 voti a favore e 215 contrari.
- 19/20 dicembre: si discute alla Camera la ratifica degli Atti internazionali firmati a Parigi il 23 ottobre 1954: 1 Protocollo di integrazione del Trattato di Bruxelles del 17 marzo 1948, concernente l’adesione dell’Italia all’Unione dell’Europa Occidentale. 2) Protocollo riguardante l’adesione della Repubblica Federale di Germania al Trattato dell’Atlantico del Nord firmato a Washington il 4 aprile 1948.
- 29 dicembre: Ezio Vanoni, ministro del Bilancio, presenta uno schema di piano decennale per lo sviluppo economico. Tre gli obiettivi: assorbimento della disoccupazione, eliminazione progressiva del divario Nord-Sud, pareggio della bilancia dei pagamenti.

### 1955
- 4 gennaio: Scelba e Fanfani rispondono alle polemiche delle opposizioni affermando, in due diversi discorsi, che tra la DC e il governo esiste una piena identità di vedute.[12]
- 5 gennaio: il presidente del consiglio fa da mediatore tra i quattro partiti della coalizione, divisi sulla questione dei patti agrari tra la posizione filo-padronale dei liberali e quella a favore dei mezzadri dei socialdemocratici. Scelba assicura che qualunque sia l'esito degli incontri non avrà ripercussioni sulla stabilità del governo.[13]
- 19 gennaio: alla Camera il governo pone la fiducia contro l'approvazione della mozione sull'aumento delle pensioni di guerra. La mozione è respinta con 256 voti a favore. 281 contro
- 27 gennaio: la Camera concede l’autorizzazione all’arresto del deputato del PCI Franco Moranino, accusato di omicidio per alcune esecuzioni ordinate quando era comandante partigiano nel biellese. Moranino si rifugia in Cecoslovacchia. La Corte d’Assise di Firenze lo condanna il 22 aprile 1956 in contumacia all’ergastolo. La pena sarà commutata in 10 anni di reclusione. Nell’aprile 1967 Giuseppe Saragat, nel frattempo eletto presidente della repubblica, gli concederà la grazia.
- 11 febbraio: Clare Boothe Luce, ambasciatrice USA in Italia, comunica al presidente del consiglio Scelba la concessione di un prestito di 15 milioni di dollari per finanziare le importazioni dagli Usa.
- 18 marzo: consiglio nazionale del PRI: viene deciso di ritirare l'appoggio esterno al governo per l'orientamento sui patti agrari ritenuto troppo vicino alle posizioni del partito liberale.
- 23 marzo: il governo pone la fiducia contro l'approvazione di una mozione di Vittorio Foa sulla politica petrolifera. La mozione è respinta con 211 voti a favore e 278 contrari.
- 31 marzo/3 aprile: congresso del PSI: Pietro Nenni, con il consenso di Morandi e le riserve di Basso e Lussu, avvia il dibattito circa l'apertura a sinistra ventilata da una parte la DC: lo scopo è quello di un governo che promuova una politica riformatrice, ma viene ribadito anche il patto d'azione con il PCI. Nenni, riconfermato segretario, afferma che il PSI accetta la Nato come alleanza puramente «difensiva e geograficamente limitata».
- 4 aprile: l'Osservatore Romano pubblica una nota in cui accusa il PSI di aver mancato di fare una scelta tra riformismo e rivoluzione e teme che la collaborazione tra socialisti e cattolici possa portare ad un predominio delle posizioni marxiste.
- 5 aprile: Amintore Fanfani parla a un'assemblea romana di tranvieri e risponde a Nenni: l'alleanza con il PCI, sostiene, distrugge la garanzia di libertà dei socialisti. La DC, aggiunge, è sempre pronta ad accettare il concorso di genuine forze democratiche per il progresso della nazionale. Nella stessa occasione dichiara la sua contrarietà alla candidatura di Ferruccio Parri alla presidenza della repubblica.
- 6 aprile: direzione nazionale PSDI: Giuseppe Saragat chiede un immediato chiarimento tra i partiti della coalizione di governo. Respinta l'offerta di dialogo del PSI, giudicata un inganno per il suo schieramento fino alla subordinazione col PCI. La direzione minaccia il ritiro dei ministri socialdemocratici e chiede un nuovo governo prima delle elezioni siciliane, dove il PSDI si presenterà alleato al PRI.
Il presidente del consiglio, al termine di una visita ufficiale di tre giorni negli Stati Uniti, dichiara che il pericolo comunista in Italia non è cresciuto su basi ideologiche: il suo sviluppo trova giustificazione nel tenore di vita delle masse.[14]
- 28/29 aprile: elezione del nuovo presidente della Repubblica: il 26 aprile, a tre giorni dall’elezione, Scelba invita la DC a non presentare un proprio candidato per il Quirinale. Il discorso del presidente del Consiglio al Congresso CISL: "Occorre qualche volta dare alla nazione l’esempio di rinunciare alle proprie posizioni e possibilità”. "Bisogna procedere in piena intesa con i partiti democratici”.
28 aprile: alla prima seduta comune Cesare Merzagora è il candidato ufficiale della DC, avversato da PSDI e PLI. I democristiani si presentano comunque divisi. Monarchici e missini votano scheda bianca, le sinistre e i repubblicani hanno deciso per Ferruccio Parri.
Gronchi eletto Presidente della Repubblica a grande maggioranza: 658 voti su 833 votanti. Dopo un'inquieta serie di discussioni, la DC decide in extremis di appoggiare la candidatura del presidente della Camera. Tutti i partiti, dai missini ai comunisti, hanno contribuito all’esito.
- 3 maggio: Scelba, le cui dimissioni sono state annunciate per il 12 maggio, cerca un accordo nella DC per proseguire il suo mandato senza dover richiedere una nuova fiducia al parlamento. Contrasti per la successione di Gronchi alla presidenza della Camera: il candidato democristiano, Giovanni Leone, potrebbe ottenere i voti delle destre.
- 6/8 maggio: a seguito dell'elezione di Gronchi con una maggioranza composita che comprende comunisti, socialisti, monarchici e missini, si chiede un chiarimento nei rapporti tra i partiti della maggioranza in virtù delle aperture a sinistra e a destra perseguite da una DC oltremodo frammentata. Fanfani esclude il sostegno democristiano ad un nuovo governo di destra, per il quale si fa il nome di Giuseppe Pella. L'indicazione di Giovanni Leone alla presidenza della camera accentua i contrasti nel governo per la candidatura liberale preferita da PSDI e PRI.[15]
- 10 maggio: Giovanni Leone sostituisce Giovanni Gronchi alla presidenza della Camera, eletto con 311 voti favorevoli e 213 contrari (andati al socialista Targetti). La contrarietà di alcuni settori della maggioranza è compensata dal voto favorevole di monarchici e missini.
Giulio Andreotti e Guido Gonella chiedono la convocazione dell'assemblea del gruppo democristiano alla Camera. La DC è accusata di utilizzare in modo spregiudicato le occasionali maggioranze che si sono formate a sinistra (elezione di Gronchi) e a destra (elezione di Leone).
Fonti del ministero dell'interno sostengono che il consiglio dei ministri abbia intenzione di presentarsi al completo dal nuovo presidente per la mera soddisfazione degli impegni protocollari di omaggio, escludendo in modo reciso che l'esecutivo si dimetta.[16]
- 14 maggio: nasce il Patto di Varsavia.
- 5 giugno: elezioni regionali in Sicilia: La DC ottiene il 38,6%. In leggero miglioramento rispetto al voto del 7 giugno. Le sinistre confermano le posizioni delle elezioni politiche ma il PCI flette a vantaggio del PSI. Fallimento dei Partito Monarchico Popolare di Achille Lauro. Perdono i partiti laici e il MSI.
- 8 giugno: la direzione della DC invita Scelba a proseguire i colloqui coi partiti. La decisione presa dopo nove ore di discussione di animata seduta. I socialdemocratici rinunciano all’iniziativa di aprire formalmente la crisi.
- 11 giugno: si riuniscono i gruppi parlamentari democristiani per esaminare le prospettive del governo e decidere fra l'apertura formale della crisi di governo o il rimpasto proposto dal presidente Scelba.
Il presidente della Regione Sardegna, Alfredo Corrias, si dimette dalla carica e da membro del consiglio regionale, e minaccia di rassegnarle anche dalla DC. L'esponente democristiano sardo difende l'immobilismo della sua giunta mettendo sotto accusa la politica di governo nei confronti della Sardegna, in particolare il rifiuto al finanziamento di alcuni piani di riforma fondiaria e l'esclusione della regione, deliberata dalla Cassa del Mezzogiorno, da un prestito erogato dalla Banca internazionale di ricostruzione in favore del meridione d'Italia. L'accusa di violazione degli impegni costituzionali dello Stato nei confronti delle regioni rende ancora più traballante il già fragile equilibrio del governo.
- 13 giugno: dopo quattro giorni di discussioni e molte critiche al governo in carica si concludono le riunioni dei gruppi parlamentari democristiani. Il documento conclusivo, approvato anche da Giuseppe Pella, Giulio Andreotti e Guido Gonella, si esprime per proseguire nella trattativa e operare un rimpasto nel governo. Viene come condizione agli alleati l'accettazione del programma indicato dalla Democrazia Cristiana e un maggior peso al partito di maggioranza.
- 18/19 giugno: la direzione della Democrazia Cristiana approva il programma di governo illustrato da Mario Scelba. Vinte le riserve di Adone Zoli sulla partecipazione dei liberali resta aperto il problema della distribuzione degli incarichi e della designazione dei ministri.
- 22 giugno: In seguito ai contrasti interni alla Democrazia Cristiana e al rifiuto del Partito Repubblicano Italiano di tornare nel governo il presidente del Consiglio Mario Scelba rassegna le dimissioni.[17][18]

### Esplicative
1. ↑  Di cui uno era anche Vicepresidente del Consiglio dei ministri.
2. ↑  SVP (3).
3. 1 2  Tecnicamente, secondo il Regolamento, nei voti di fiducia parlamentare essa corrisponde ad un voto contrario e dunque tale posizione avrebbe avuto effetto solo per permettere al governo di perseguire stabilmente il proprio indirizzo politico, qualora fosse entrato in carica stabilmente.
4. ↑  Altri (1) - Il deputato Alessandro Scotti.
5. ↑  PSDI (4), PLI (4).
6. ↑  PRI (2), SVP (2), Altri (4) - I senatori Pietro Canonica, Enrico De Nicola, Raffaele Cadorna e Santi Savarino.
7. ↑  Altri (2) - I senatori Pasquale Jannaccone e Giuseppe Bosia.
8. ↑  Altri (3) - I senatori Cesare Merzagora, Gaetano De Sanctis e Luigi Sturzo.

### Bibliografiche
1. ↑   Il nuovo ministero Scelba ha prestato giuramento al Quirinale, su archiviolastampa.it, 11 febbraio 1954.
«Roma, 10 febbraio. Raccogliendo in uno tre tempi che solitamente vanno separati, l'on. Mario Sceiba stasera, tra le 6 e le 7, ha accettato formalmente l'incarico di costituire il nuovo governo, ha presentato alla firma i decreti di nomina dei ministri ed ha prestato il giuramento di rito.»
2. ↑   Enzo Forcella, Il nuovo governo Segni ha giurato davanti al Presidente della Repubblica, su archiviolastampa.it, 7 luglio 1955.
3. ↑  Seduta del 26 febbraio 1954
4. ↑  Seduta del 10 marzo 1954
5. ↑  Ufficialmente, Ministro senza portafoglio con delega a Presidente per il Comitato dei Ministri per la Cassa del Mezzogiorno e con delega a Presidente del Comitato di Ministri per l'esecuzione di opere straordinarie nell'Italia centrale e meridionale.
6. ↑  La Stampa, 10 aprile 1954
7. ↑  La Stampa, 15 aprile 1954
8. ↑  La Stampa, 16 aprile 1954
9. ↑  La Stampa, 22 maggio 1954
10. ↑  Giorgio Galli. I partiti politici italiani. Pag. 105
11. ↑  "Il comunista che scappò con la cassa", la Repubblica, 12 giugno 1999
12. ↑  Il Messaggero, 4 gennaio 1955
13. ↑  Il Messaggero, 5 gennaio 1955
14. ↑  La Stampa, 7 aprile 1955
15. ↑  La Stampa, edizioni del 7 e 8 maggio 1955
16. ↑  La Stampa, 10 maggio 1955
17. ↑   Camera dei Deputati, seduta n. 292, 23/6/1955, Comunicazione del Presidente, p. 18313. (PDF), su legislature.camera.it.
18. ↑   Vittorio Gorresio, Probabilmente l'incarico verrà dato entro lunedì, su archiviolastampa.it, La Stampa, 23 giugno 1955,  p. 1.